# Данило Петровић (тенисер)
Данило Петровић (Београд, 24. јануар 1992) је српски тенисер који је свој најбољи пласман у синглу забележио 19. октобра 2020. када је био 137. на АТП листи. Најбољи пласман у дублу остварио је 28. маја 2018. заузевши 205. место. На челенџерима је освојио једну титулу у синглу и две у дублу.
Петровић је 2018. дебитовао за репрезентацију Србије у плеј-офу Светске групе Дејвис купа против Индије. У мечу дублова, са Николом Милојевићем, донео је Србији трећи пресудни бод после другог дана дана игре. Победили су индијску комбинацију Бопана/Минени.

## Учинак на турнирима у појединачној конкуренцији
| Легенда | Легенда                                    | Легенда | Легенда                          |
| ------- | ------------------------------------------ | ------- | -------------------------------- |
| О/И     | однос освајања турнира и играња на турниру | Поб–пор | однос побједа и пораза           |
| НО      | турнир није одржан те године               | Н       | није учествовао на турниру       |
| КВ      | изгубио у квалификацијама                  | 1К      | изгубио у првом колу             |
| 2К      | изгубио у другом колу                      | 3К      | изгубио у трећем колу            |
| 4К      | изгубио у четвртом колу                    | ГФ      | изгубио у групној фази такмичења |
| ЧФ      | изгубио у четвртфиналу                     | ПФ      | изгубио у полуфиналу             |
| Ф       | изгубио у финалу                           | П       | освојио турнир                   |

| Гренд слем турнири      |     |     |     |           |           |           |
| ОП Аустралије           | КВ2 | Н   | КВ1 | 0 / 0     | 0:0       | 0%        |
| Ролан Гарос             | Н   | Н   | КВ1 | 0 / 0     | 0:0       | 0%        |
| Вимблдон                | КВ1 | Н   | НО  | 0 / 0     | 0:0       | 0%        |
| ОП САД                  | КВ2 | Н   | Н   | 0 / 0     | 0:0       | 0%        |
| Поб:пор на г. с.        | 0:0 | 0:0 | 0:0 | 0 / 0     | 0:0       | 0%        |
| Пласман на крају године | 276 | 169 | 142 | 306.673 $ | 306.673 $ | 306.673 $ |